# Depressão subtropical Issa
A depressão subtropical Issa foi um ciclone raro registrado no sul da África do Sul. O sistema de baixa pressão e o La Niña foram os responsáveis pelo maior morticínio registrado na África Austral nesta temporada até aqui, com ao menos 395 pessoas mortas pelas chuvas. Foi a décima-primeira depressão catalogada na temporada de ciclones no Índico Sudoeste de 2021-2022.
Entre 8 e 13 de abril de 2022, chuvas fortes no sudeste da África do Sul levaram a inundações mortais. Particularmente, as áreas atingidas foram por dentro e ao redor de Durban. Além das mortes, várias casas, incluindo estradas principais, transporte, comunicação e sistemas elétricos também foram destruídos pelas inundações, e esse dano prejudicou muito os esforços de recuperação e de socorro.

## Antecedentes

### Boletins da MFR e do JTWC
A MFR notou uma zona de distúrbio do clima perto da costa do sudeste do país em 12 de abril de 2022. O sistema se intensificou ao encontrar pouco cisalhamento do vento e temperaturas acima do normal no oceano, alcançando o status de "depressão subtropical". Como a tormenta, causou severos estragos, recebeu o nome Issa, o que foge do padrão definido, já que depressões por si só não são nomeadas. Um dia depois, em boletim não oficial, o JTWC informou que o ciclone se transformou em "tempestade subtropical", algo que a MFR não confirmou e manteve a classificação do sistema como depressão.

### Fenômeno La Niña
Devido aos efeitos de uma La Niña, a África do Sul registrou precipitação acima da média em 2022. Em janeiro, muitas regiões experimentaram suas chuvas mais fortes desde que os registros confiáveis começaram em 1921. A África Austral, como um todo, experimentou vários ciclones tropicais devastadores e eventos de inundação no verão de 2021-2022.
Em 11 de abril, um ciclone subtropical se estabeleceu ao longo da costa leste da África do Sul. Seu fluxo no sentido horário trouxe ar úmido subtropicais em direção à nação, resultando em fortes chuvas em KwaZulu-Natal. A precipitação mais intensa caiu nos municípios de eThekwini, ILembe e Ugu. Durante o período de 8 a 12 de abril, a maior parte de KwaZulu-Natal viu mais de 50 mm (2,0 in) de chuva, com áreas costeiras registrando mais de 200 mm (7,9 in). Em um período de 24 horas de 11 a 12 de abril, o aeroporto de Virginia registrou 304 mm (12,0 in) de precipitação.

## Estragos causados pela tormenta
As chuvas torrenciais causadas pela depressão, destruíram dezenas de casas, lavaram estradas e provocaram deslizamentos de terra. Em 13 de abril, foi anunciado que 59 pessoas foram mortas em KwaZulu-Natal, 45 em e Thekwini e 14 em iLembe; mas o número ainda pode aumentar já que algumas áreas ainda estão isoladas.
O primeiro-ministro de KwaZulu-Natal, Sihle Zikalala, afirmou que pelo menos 2 000 casas e 4 000 favelas foram danificadas ou destruídas. Cinco pessoas foram mortas em uma favela perto de Clare Estate. Uma mulher e três crianças morreram em Tongaat quando seu carro foi arrastado por um rio cheio. Duas pessoas morreram em Verulam quando sua casa desabou. 
A estrada costeira N2 Highway sofreu vários alagamentos, com pontes destruídas. As pistas no sentido sul da N3 Highway, que liga Durban e Johannesburgo, foram fechadas devido a inundações e detritos. 
A portuária Transnet suspendeu as operações em Durban. Isso ocorreu no início da noite de segunda-feira, 11 de abril, e um centro de comando composto pela companhia, clientes e operadores foi criado para monitorar as atividades no porto. As fortes chuvas danificaram as estradas que levam ao porto e à N3 que leva à cidade. O transporte para o porto também foi suspenso. As empresas de transporte de carga foram instruídas a não enviar carga de transporte para Durban. No porto de Richards Bay, os terminais estavam operando, mas com capacidade limitada.
Uma represa operada pela empresa Eskom foi sobrecarregada pelo aumento das águas, tornando-a inoperável. O CEO da Eskom, Andre de Ruyter, anunciou na terça, 12 de abril, que apagões contínuos ocorreriam naquela noite devido a problemas na rede causados pelo excesso de chuvas. Na instalação de armazenamento por bomba de Drakensberg, detritos excessivos nas grades que protegem as turbinas precisavam ser limpos; e no esquema de armazenamento por bombeamento de Ingula, as barragens superiores e inferiores estavam em plena capacidade e o esvaziamento da barragem superior poderia resultar em inundações. Outros problemas em KwaZulu-Natal foram linhas de energia derrubadas e subestações inundadas.
Ocorreram danos na infraestrutura de telefonia móvel da província. A empresa Vodacom relatou 400 torres impactadas principalmente por quedas de eletricidade e inundações e problemas com conduítes de fibra inundados. Outra empresa, a MTN Group afirmou que 500 sites foram afetados por inundações e quedas de energia nas salas. 
Os rios Amanzimtoti, Umbilo e Umgeni transbordaram, inundando as comunidades vizinhas. Favelas construídas ao longo dos rios sofreram grandes danos. Aproximadamente 100 escolas foram danificadas e 500 foram fechadas em todo o país. 
Danos à infraestrutura prejudicaram os esforços de socorro. Foi solicitado apoio aéreo da Força de Defesa Nacional da África do Sul para ajudar na recuperação. Alguns sawues de contêineres danificados foram relatados no porto Transnet.